# Abracadabra (film, 1993)
Pour les articles homonymes, voir Abracadabra (homonymie).
Pour plus de détails, voir Fiche technique et Distribution.
Abracadabra est un film franco-belgo-luxembourgeois réalisé par Harry Cleven et sorti en 1993.

## Fiche technique
- Titre : Abracadabra
- Réalisation : Harry Cleven
- Scénario : Harry Cleven
- Décors : Véronique Melery
- Costumes : Nathalie du Roscoat
- Son : Dominique Warnier
- Musique : Arno, Brian James et Robbie Kelman
- Montage : Susanna Rossberg
- Production :  Les Productions Dussart - PDG et Partners (Bruxelles) - Samsa Film (Luxembourg)
- Pays d'origine :  France -  Belgique -  Luxembourg
- Durée : 78 minutes
- Date de sortie : France - 3 février 1993

## Distribution
- Philippe Volter : Phil
- Clémentine Célarié : Martha
- Thierry Frémont : Chris
- Thierry Van Werveke : Naze
- Jean-Henri Compère : Rex
- Sabrina Leurquin : Lucie
- François Caron : le marchand de frites